# Pholioxenus normandi
Pholioxenus normandi är en skalbaggsart som beskrevs av Olexa 1984. Pholioxenus normandi ingår i släktet Pholioxenus och familjen stumpbaggar. Inga underarter finns listade i Catalogue of Life.